# Liste der Baudenkmäler in Warendorf
Die Liste der Baudenkmäler in Warendorf enthält die denkmalgeschützten Bauwerke auf dem Gebiet der Stadt Warendorf im Kreis Warendorf in Nordrhein-Westfalen (Stand: März 2023). Diese Baudenkmäler sind in der Denkmalliste der Stadt Warendorf eingetragen; Grundlage für die Aufnahme ist das Denkmalschutzgesetz Nordrhein-Westfalen (DSchG NRW).

| Bild | Bezeichnung                                    | Lage                                                    | Beschreibung | Bauzeit   | Eingetragen seit | Denkmal- nummer |
| --- | ---------------------------------------------- | ------------------------------------------------------- | --- | --------- | ---------------- | --------------- |
| weitere Bilder | Wohn- und Geschäftshaus                        | Warendorf Krickmarkt 9 Karte                            | |           |                  | 2               |
| Wohn- und Geschäftshaus | Wohn- und Geschäftshaus                        | Warendorf Krickmarkt 10 Karte                           | |           |                  | 3               |
| Wohnhaus | Wohnhaus                                       | Warendorf Oststraße 36 Karte                            | |           |                  | 4               |
| Wohnhaus | Wohnhaus                                       | Warendorf Pumperie 5 Karte                              | |           |                  | 6               |
| Wohnhaus | Wohnhaus                                       | Warendorf Pumperie 3 Karte                              | |           |                  | 7               |
| weitere Bilder | Wohnhaus-Außenwände                            | Warendorf Oststraße 29 Karte                            | |           |                  | 8               |
| Wohn- und Geschäftshaus | Wohn- und Geschäftshaus                        | Warendorf Münsterstraße 14 Karte                        | |           |                  | 9               |
| Josefskapelle | Josefskapelle                                  | Warendorf Dreibrückenstr./Kapellenstr. Karte            | | 1734      |                  | 10              |
| BW | Wohnhaus                                       | Warendorf Neuenhof 5 Karte                              | |           |                  | 11              |
| BW | Wohn- und Geschäftshaus                        | Warendorf Marktsträßchen 1 Karte                        | |           |                  | 12              |
| Wohnhaus | Wohnhaus                                       | Warendorf Brünebrede 28 Karte                           | |           |                  | 13              |
| Wohn- und Bürohaus | Wohn- und Bürohaus                             | Warendorf Brünebrede 26 Karte                           | |           |                  | 14              |
| Wohnhaus | Wohnhaus                                       | Warendorf Brünebrede 17 Karte                           | |           |                  | 15              |
| BW | Wohn- und Geschäftshaus                        | Warendorf Krickmarkt 7 Karte                            | |           |                  | 16              |
| weitere Bilder | Wohn- und Geschäftshaus                        | Warendorf Oststraße 3 Karte                             | |           |                  | 17              |
| Wohn- und Geschäftshaus | Wohn- und Geschäftshaus                        | Warendorf Lilienstraße 1 Karte                          | |           |                  | 18              |
| Wohnhaus | Wohnhaus                                       | Warendorf Oststraße 6 Karte                             | |           |                  | 19              |
| BW | Wohn- und Geschäftshaus                        | Warendorf Kirchstraße 4 Karte                           | |           |                  | 20              |
| Wohnhaus | Wohnhaus                                       | Warendorf Klosterstraße 7 Karte                         | | 1812/15   |                  | 21              |
| Wohn- und Geschäftshaus | Wohn- und Geschäftshaus                        | Warendorf Markt 13 Karte                                | |           |                  | 22              |
| Wohnhaus | Wohnhaus                                       | Warendorf Münsterwall 59 Karte                          | |           |                  | 26              |
| Wohnhaus | Wohnhaus                                       | Warendorf Oststraße 35 Karte                            | |           |                  | 33              |
| weitere Bilder | Wohn- und Geschäftshaus                        | Warendorf Emsstraße 5 Karte                             | |           |                  | 34              |
| Wohnhaus | Wohnhaus                                       | Warendorf Petersiliengasse 1 Karte                      | |           |                  | 35              |
| BW | Wohnhaus                                       | Warendorf Münsterstraße 13 Karte                        | |           |                  | 36              |
| Wohn- und Geschäftshaus | Wohn- und Geschäftshaus                        | Warendorf Krickmarkt 8 Karte                            | |           |                  | 37              |
| Wohnhaus | Wohnhaus                                       | Warendorf Neuenhof 2 Karte                              | | 1716      |                  | 42              |
| BW | Ausst.- und Lagerraum                          | Warendorf Kletterpohl 9–11 Karte                        | |           |                  | 44              |
| BW | Wohn- und Geschäftshaus                        | Warendorf Brünebrede 27 Karte                           | |           |                  | 47              |
| BW | Wohn- und Geschäftshaus                        | Warendorf Oststraße 30 Karte                            | |           |                  | 48              |
| Wohn- und Geschäftshaus | Wohn- und Geschäftshaus                        | Warendorf Oststraße 26 Karte                            | |           |                  | 49              |
| BW | Wohn- und Geschäftshaus                        | Warendorf Markt 12 Karte                                | |           |                  | 50              |
| Wohn- und Geschäftshaus | Wohn- und Geschäftshaus                        | Warendorf Markt 11 Karte                                | |           |                  | 51              |
| BW | Gartenhaus                                     | Warendorf bei Bergstraße 4 Karte                        | |           |                  | 52              |
| BW | Wohnhaus                                       | Warendorf Lilienstraße 23/25 Karte                      | |           |                  | 53              |
| Wohnhaus | Wohnhaus                                       | Warendorf Markt 2 Karte                                 | |           |                  | 54              |
| Emsmühle | Emsmühle                                       | Warendorf Mühlenstraße 2 Karte                          | |           |                  | 55              |
| weitere Bilder | Ehemaliges Lehrerseminar                       | Warendorf Freckenhorster Str. 43 Karte                  | |           |                  | 56              |
| BW | Anlagen-Lehrerseminar                          | Warendorf Freckenhorster Str. 43 Karte                  | |           |                  | 57              |
| Overberg-Denkmal | Overberg-Denkmal                               | Warendorf Freckenhorster Str. 43 Karte                  | |           |                  | 57a             |
| Wohn- und Geschäftshaus | Wohn- und Geschäftshaus                        | Warendorf Oststraße 38 Karte                            | |           |                  | 58              |
| Wohn- und Geschäftshaus | Wohn- und Geschäftshaus                        | Warendorf Oststraße 1 Karte                             | |           |                  | 59              |
| Scheune | Scheune                                        | Warendorf Neuenhof 6 Karte                              | |           |                  | 60              |
| Wohnhaus | Wohnhaus                                       | Warendorf Gerichtsfuhlke 3 Karte                        | |           |                  | 61              |
| Wohnhaus | Wohnhaus                                       | Warendorf Steinweg 9 Karte                              | |           |                  | 64              |
| Geschäftshaus | Geschäftshaus                                  | Warendorf Münsterstraße 2 Karte                         | |           |                  | 67              |
| Wohn- und Geschäftshaus | Wohn- und Geschäftshaus                        | Warendorf Emsstraße 9 Karte                             | |           |                  | 68              |
| Wohnhaus | Wohnhaus                                       | Warendorf Hohe Straße 22 Karte                          | |           |                  | 69              |
| BW | Wohnhaus mit Gräfte und Insel                  | Warendorf Beelener Straße 29 Karte                      | |           |                  | 70              |
| BW | Wohnhaus                                       | Warendorf Fleischhauerstraße 15 Karte                   | |           |                  | 71              |
| BW | Wohnhäuser                                     | Warendorf Wallgasse 2–3 Karte                           | |           |                  | 73              |
| Wohnhaus | Wohnhaus                                       | Warendorf Kurze Kesselstraße 16 Karte                   | | 1607      |                  | 74              |
| BW | Wohnhaus                                       | Warendorf Alte Schulstraße 3 Karte                      | |           |                  | 75              |
| Wohnhaus | Wohnhaus                                       | Warendorf Kurze Kesselstraße 14 Karte                   | | 1580      |                  | 76              |
| Doppelbildstock | Doppelbildstock                                | Vohren Vohren 23 Karte                                  | |           |                  | 79              |
| Wohnhaus | Wohnhaus                                       | Warendorf Laurentiusstraße 12 Karte                     | |           |                  | 84              |
| BW | Wegekreuz                                      | Velsen Velsen 16 Karte                                  | |           |                  | 85              |
| BW | Grenzstein                                     | Warendorf Zwischen den Emsbrücken Karte                 | |           | 29.11.1985       | 87              |
| Immaculata-Figur | Immaculata-Figur                               | Warendorf Marienkirchplatz Karte                        | | 1717      |                  | 88              |
| BW | Wohnhaus                                       | Warendorf Münsterwall 11 Karte                          | |           |                  | 90              |
| BW | Wohnhaus                                       | Warendorf Klosterstraße 5 Karte                         | |           |                  | 91              |
| weitere Bilder | Wohnhaus und Scheune                           | Warendorf Brünebrede 49 Karte                           | |           |                  | 93              |
| BW | Wohnhaus                                       | Warendorf Brünebrede 48 Karte                           | |           |                  | 94              |
| weitere Bilder | Wohn- und Geschäftshaus – Äußeres des Gebäudes | Warendorf Brünebrede 61 Karte                           | |           |                  | 94a             |
| BW | Wirtsch. Geb.                                  | Warendorf Münsterwall 9 Karte                           | |           |                  | 95              |
| weitere Bilder | Wohnhaus                                       | Warendorf Oststraße 50 Karte                            | |           |                  | 97              |
| BW | Wohn- und Geschäftshaus                        | Warendorf Oststraße 42 Karte                            | |           |                  | 98              |
| BW | Wohnhaus                                       | Warendorf Klosterstraße 3 Karte                         | |           |                  | 99              |
| Wohnhaus | Wohnhaus                                       | Warendorf Brünebrede 39 Karte                           | |           |                  | 100             |
| Lagerhaus | Lagerhaus                                      | Warendorf Dreibrückenstraße 2 Karte                     | |           |                  | 101             |
| weitere Bilder | Wohn- und Geschäftshaus                        | Warendorf Markt 15 Karte                                | |           |                  | 102             |
| Wohn- und Geschäftshaus | Wohn- und Geschäftshaus                        | Warendorf Oststraße 43 Karte                            | |           |                  | 103             |
| BW | Hofanlage                                      | Vohren Vohren 19 Karte                                  | |           |                  | 104             |
| BW | Wohnhaus                                       | Warendorf Lilienstraße 20 Karte                         | |           |                  | 105             |
| BW | Wohnhaus                                       | Warendorf Probsteigasse 1 Karte                         | |           |                  | 106             |
| BW | Außenwände und Dach                            | Warendorf Oststraße 27 Karte                            | |           |                  | 107             |
| Wohnhaus | Wohnhaus                                       | Warendorf Kolkstiege 1 Karte                            | |           |                  | 108             |
| Wohnhaus | Wohnhaus                                       | Warendorf Emsstraße 3 Karte                             | |           |                  | 109             |
| Wohn- und Geschäftshaus | Wohn- und Geschäftshaus                        | Warendorf Königstraße 6 Karte                           | |           |                  | 110             |
| Wohnhaus | Wohnhaus                                       | Warendorf Brünebrede 19 Karte                           | |           |                  | 111             |
| Wohn- und Geschäftshaus | Wohn- und Geschäftshaus                        | Warendorf Heumarkt 3 Karte                              | |           |                  | 112             |
| Wohnhaus | Wohnhaus                                       | Warendorf Klosterstraße 22 Karte                        | |           |                  | 113             |
| Wohn- und Geschäftshaus | Wohn- und Geschäftshaus                        | Warendorf Oststraße 56 Karte                            | |           |                  | 114             |
| weitere Bilder | Wohn- und Geschäftshaus                        | Warendorf Krickmarkt 12 Karte                           | | 1792      |                  | 115             |
| Wohnhaus | Wohnhaus                                       | Warendorf Lilienstraße 26 Karte                         | |           |                  | 116             |
| Wohnhaus | Wohnhaus                                       | Warendorf Lilienstraße 22–24 Karte                      | |           |                  | 117             |
| Wohn- und Geschäftshaus | Wohn- und Geschäftshaus                        | Warendorf Emsstraße 11 Karte                            | |           |                  | 118             |
| Wohnhaus | Wohnhaus                                       | Warendorf Kurze Kesselstraße 4 Karte                    | |           |                  | 119             |
| BW | Geschäftshaus                                  | Warendorf Im Ort 4 Karte                                | |           |                  | 121             |
| Wohn- und Geschäftshaus | Wohn- und Geschäftshaus                        | Warendorf Münsterstraße 20 Karte                        | |           |                  | 122             |
| Wohnhaus | Wohnhaus                                       | Warendorf Brünebrede 30 Karte                           | |           |                  | 124             |
| BW | Wohnhaus                                       | Warendorf Kirchstraße 14 Karte                          | |           |                  | 124a            |
| BW | Wohnhaus                                       | Warendorf Kirchstraße 15 Karte                          | |           |                  | 125             |
| Wohnhaus | Wohnhaus                                       | Warendorf Klosterstraße 20 Karte                        | |           |                  | 126             |
| Wohn- und Geschäftshaus | Wohn- und Geschäftshaus                        | Warendorf Emsstraße 10 Karte                            | Gasthaus Darup |           |                  | 127             |
| weitere Bilder | Wohnhaus                                       | Warendorf Brünebrede 40 Karte                           | |           |                  | 128             |
| Wohnhaus | Wohnhaus                                       | Warendorf Brünebrede 23 Karte                           | |           |                  | 129             |
| Geschäftshaus | Geschäftshaus                                  | Warendorf Münsterstraße 12 Karte                        | |           |                  | 130             |
| BW | Wohn- und Geschäftshaus                        | Warendorf Königstraße 5 Karte                           | |           |                  | 131             |
| BW | Wohnhaus                                       | Warendorf Kletterpohl 3 Karte                           | Es handelt sich um ein zweigeschossiges, langgestrecktes Gebäude von 1714 entlang der Ems. Die Traufseiten und die linke Giebelhälfte sind im Untergeschoss in Massivbauweise mit darüberliegenden Fachwerkobergeschoss und Ostfassade in Fachwerk ausgeführt. Das Gebäude stellt eines der wenigen Häuser des ersten Drittels des 18. Jahrhunderts dar und ist von städtebaulicher Bedeutung für die Stadt Warendorf. | 1714      | 19.02.1987       | 132             |
| Äußeres der Villa | Äußeres der Villa                              | Warendorf Milter Straße 1 Karte                         | |           |                  | 133             |
| BW | Scheune                                        | Warendorf Lilienstraße 29 Karte                         | |           |                  | 138             |
| Wohn- und Geschäftshaus | Wohn- und Geschäftshaus                        | Warendorf Oststraße 8 Karte                             | |           |                  | 139             |
| BW | Doppelbildstock                                | Warendorf Dackmar 3 Karte                               | |           |                  | 140             |
| BW | Wohn- und Geschäftshaus                        | Warendorf Oststraße 31 Karte                            | |           |                  | 142             |
| Wohn- und Geschäftshaus (Kaiserhof) | Wohn- und Geschäftshaus (Kaiserhof)            | Warendorf Oststraße 5 Karte                             | |           |                  | 143             |
| Wohnhaus | Wohnhaus                                       | Warendorf Emsstraße 1 Karte                             | |           |                  | 144             |
| BW | Wohn- und Geschäftshaus                        | Warendorf Mühlenstraße 1 Karte                          | |           |                  | 145             |
| BW | Wohnhaus                                       | Warendorf Fleischhauerstraße 4 Karte                    | |           |                  | 146             |
| BW | ehemalige Brennerei                            | Warendorf Fleischhauerstraße 6 Karte                    | |           |                  | 147             |
| Kath. Pfarrkirche | Kath. Pfarrkirche                              | Warendorf Marienkirchplatz Karte                        | |           |                  | 148             |
| Turm ehemalige Neue Kirche | Turm ehemalige Neue Kirche                     | Warendorf Marienkirchplatz Karte                        | |           |                  | 149             |
| BW | Wohn- und Bürohaus                             | Warendorf Fleischhauerstraße 19 Karte                   | |           |                  | 150             |
| BW | Wohn- und Bürohaus                             | Warendorf Hohe Straße 6/Fleischhauerstraße 19 Karte     | |           |                  | 150             |
| Wohn- und Geschäftshaus | Wohn- und Geschäftshaus                        | Warendorf Münsterstraße 16 Karte                        | |           |                  | 151             |
| Wohn- und Geschäftshaus | Wohn- und Geschäftshaus                        | Warendorf Münsterstraße 18 Karte                        | |           |                  | 152             |
| Franziskanerkloster | Franziskanerkloster                            | Warendorf Klosterstraße 21 Karte                        | |           |                  | 153             |
| Wohnhaus | Wohnhaus                                       | Warendorf In den Lampen 3 Karte                         | |           |                  | 154             |
| Wohn- und Geschäftshaus | Wohn- und Geschäftshaus                        | Warendorf Oststraße 24 Karte                            | |           |                  | 155             |
| Wohn- und Geschäftshaus | Wohn- und Geschäftshaus                        | Warendorf Zuhornstraße 4 Karte                          | |           |                  | 155             |
| BW | ehemaliges Schulgebäude                        | Warendorf Lilienstraße 2–4 Karte                        | |           |                  | 156             |
| BW | Wohn- und Geschäftshaus                        | Warendorf Münsterstraße 32 Karte                        | |           |                  | 157             |
| BW | Wohnhaus                                       | Warendorf Beelener Straße 38 Karte                      | |           |                  | 159             |
| Wasserturm | Wasserturm                                     | Warendorf Ostbezirk 1 Karte                             | |           |                  | 160             |
| Rathaus | Rathaus                                        | Warendorf Markt 1 Karte                                 | |           |                  | 161             |
| BW | Wohnhaus                                       | Warendorf Neuenhof 3 Karte                              | |           |                  | 162             |
| BW | Wohnhaus mit Gaststätte                        | Warendorf Heumarkt 1 Karte                              | |           |                  | 163             |
| BW | Wegekreuz                                      | Warendorf Schafstraße/Breite Straße Karte               | |           |                  | 165             |
| Wohn- und Geschäftshaus | Wohn- und Geschäftshaus                        | Warendorf Im Ort 1–3 Karte                              | |           |                  | 166             |
| BW | Wohn- und Geschäftshaus                        | Warendorf Freckenhorster Str. 42 Karte                  | |           |                  | 167             |
| BW | Gut Bockholt                                   | Warendorf Bockholter Forstweg 1 Karte                   | |           |                  | 168             |
| Wohn- und Geschäftshaus | Wohn- und Geschäftshaus                        | Warendorf Freckenhorster Str. 35 Karte                  | |           |                  | 169             |
| BW | Hofgebäude und Scheune                         | Vohren Ostbezirk 2 Karte                                | |           |                  | 170             |
| Wohn- und Geschäftshaus | Wohn- und Geschäftshaus                        | Warendorf Emsstraße 16 Karte                            | |           |                  | 171             |
| Wohnhaus | Wohnhaus                                       | Warendorf Lüningerstraße 1 Karte                        | |           |                  | 172             |
| [[Vorlage:Bilderwunsch/code!/C:51.95058095,7.9881943456178!/D:Wohn- und Geschäftshaus, Freckenhorster Str. 36 Kurze Straße 1–7!/\|BW]] | Wohn- und Geschäftshaus                        | Warendorf Freckenhorster Str. 36 Kurze Straße 1–7 Karte | |           |                  | 174             |
| BW | Wohn- und Geschäftshaus                        | Warendorf Oststraße 7 Karte                             | |           |                  | 175             |
| BW | Wohnhaus                                       | Warendorf Lange Kesselstraße 19 Karte                   | |           |                  | 176             |
| Wohnhaus | Wohnhaus                                       | Warendorf Brünebrede 55 Karte                           | |           |                  | 177             |
| BW | Wohnhaus                                       | Warendorf Emsstraße 12 Karte                            | |           |                  | 178             |
| weitere Bilder | Kirche                                         | Warendorf Friedrichstraße 7 Karte                       | |           |                  | 180             |
| BW | Kindergarten                                   | Warendorf Kirchstraße 6 Karte                           | |           |                  | 181             |
| BW | Wohnhaus mit Stall                             | Warendorf Dackmar 2 Karte                               | |           |                  | 182             |
| BW | Wohnhaus                                       | Warendorf Mühlenstraße 3–7 Karte                        | |           |                  | 184             |
| Wohnhaus | Wohnhaus                                       | Warendorf Am Mühlenhof 6 Karte                          | |           |                  | 184             |
| weitere Bilder | Nordrhein-westfälisches Landgestüt             | Warendorf Sassenberger Str. 11 Karte                    | |           |                  | 186             |
| BW | Wohnhaus (ehemalige kaiserl. Post)             | Warendorf Oststraße 12 Karte                            | |           |                  | 187             |
| BW | Wohnhaus                                       | Warendorf Steinweg 7 Karte                              | |           |                  | 188             |
| BW | Wohnhaus                                       | Warendorf Königstraße 12 Karte                          | |           |                  | 189             |
| BW | Wohnhaus                                       | Warendorf Neuenhof 1 Karte                              | |           |                  | 190             |
| BW | Lagerhaus                                      | Warendorf Fleischhauerstraße 1 Karte                    | |           |                  | 191             |
| BW | Wohnhaus                                       | Warendorf Fleischhauerstraße 3 Karte                    | |           |                  | 192             |
| Wohnhaus | Wohnhaus                                       | Warendorf Brünebrede 5 Karte                            | |           |                  | 193             |
| BW | Doppelbildstock                                | Velsen Velsen 25 Karte                                  | |           |                  | 196             |
| Wohnhaus | Wohnhaus                                       | Warendorf Oststraße 40 Karte                            | |           |                  | 199             |
| Affhüppenkapelle | Affhüppenkapelle                               | Vohren Gerbauletweg Karte                               | | 1854–1856 |                  | 200             |
| Bildstock | Bildstock                                      | Warendorf Neuwarendorf 73 Karte                         | |           |                  | 201             |
| Wohnhaus | Wohnhaus                                       | Warendorf Am Mühlenhof 4 Karte                          | |           |                  | 202             |
| weitere Bilder | Wohnhaus                                       | Warendorf Emsstraße 17 Karte                            | | 1676      |                  | 202             |
| Wohnhaus | Wohnhaus                                       | Warendorf Emsstraße 6 Karte                             | |           |                  | 203             |
| Wohn- und Geschäftshaus | Wohn- und Geschäftshaus                        | Warendorf Kirchstraße 3 Karte                           | |           |                  | 204             |
| Wohn- und Geschäftshaus | Wohn- und Geschäftshaus                        | Warendorf Markt 14 Karte                                | |           |                  | 205             |
| BW | Wohnhaus                                       | Warendorf Kolpingstraße 16 Karte                        | |           |                  | 206             |
| BW | Wohnhaus                                       | Warendorf Kolpingstraße 10 Karte                        | |           |                  | 207             |
| BW | Wohnhaus                                       | Warendorf Kolpingstraße 12 Karte                        | |           |                  | 208             |
| BW | Wohnhaus                                       | Warendorf Kolpingstraße 14 Karte                        | |           |                  | 209             |
| BW | Wohn- und Bürohaus                             | Warendorf Münsterstraße 19 Karte                        | |           |                  | 210             |
| BW | Wohnhaus Bahnhof                               | Warendorf Wallpromenade 25–27 Karte                     | |           |                  | 211             |
| Schulgeb. und Turnhalle | Schulgeb. und Turnhalle                        | Warendorf Kurze Kesselstraße 17 Karte                   | |           |                  | 212             |
| BW | Wohnhaus                                       | Warendorf Bülstraße 2 Karte                             | |           |                  | 215             |
| BW | Wohnhaus                                       | Warendorf Bülstraße 4 Karte                             | |           |                  | 216             |
| Wegekreuz | Wegekreuz                                      | Vohren Vohren 42 Karte                                  | |           |                  | 218             |
| BW | Postamtsgebäude                                | Warendorf Freckenhorster Str. 37 Karte                  | |           |                  | 219             |
| BW | Finanzamt                                      | Warendorf Wandstraße 7 Karte                            | |           |                  | 220             |
| Theater/Lichtspielhaus | Theater/Lichtspielhaus                         | Warendorf Wilhelmsplatz 9 Karte                         | |           |                  | 221             |
| BW | Wohnhaus                                       | Warendorf Ostwall 7 Karte                               | |           |                  | 222             |
| Wohn- und Geschäftshaus | Wohn- und Geschäftshaus                        | Warendorf Markt 5 Karte                                 | |           |                  | 223             |
| BW | ehemalige Schule                               | Warendorf Kirchstraße 5 Karte                           | |           |                  | 224             |
| Wohnhaus | Wohnhaus                                       | Warendorf Oststraße 37 Karte                            | |           |                  | 225             |
| BW | Doppelhaushälfte                               | Warendorf Gerichtsfuhlke 7 Karte                        | |           |                  | 226             |
| BW | Wohnhaus                                       | Warendorf Markt 8 Karte                                 | |           |                  | 227             |
| BW | Wohn- und Geschäftshaus                        | Warendorf Im Ort 6 Karte                                | |           |                  | 228             |
| BW | Wohn- und Geschäftshaus                        | Warendorf Markt 18 Karte                                | |           |                  | 229             |
| weitere Bilder | Wohn- und Geschäftshaus                        | Warendorf Markt 10 Karte                                | |           |                  | 230             |
| Wohn- und Geschäftshaus | Wohn- und Geschäftshaus                        | Warendorf Markt 6 Karte                                 | |           |                  | 231             |
| BW | Sportschule Bundeswehr                         | Warendorf Dr.-Rau-Allee 32 Karte                        | |           |                  | 232             |
| Wohn- und Geschäftshaus | Wohn- und Geschäftshaus                        | Warendorf Markt 4 Karte                                 | |           |                  | 232a            |
| BW | Hofanlage                                      | Velsen Velsen 9 Karte                                   | |           |                  | 233             |
| Wohn- und Geschäftshaus | Wohn- und Geschäftshaus                        | Warendorf Oststraße 39 Karte                            | |           |                  | 234             |
| Wohn- und Geschäftshaus | Wohn- und Geschäftshaus                        | Warendorf Markt 16–17 Karte                             | |           |                  | 235             |
| BW | Doppelhaus (Gerüst)                            | Warendorf Gerichtsfuhlke 6–8 Karte                      | |           |                  | 237             |
| BW | Hofanlage                                      | Warendorf Dackmar 3 Karte                               | |           |                  | 238             |
| BW | Geschäftshaus                                  | Warendorf Münsterstraße 25 Karte                        | |           |                  | 239             |
| Wohn- und Geschäftshaus | Wohn- und Geschäftshaus                        | Warendorf Emsstraße 13 Karte                            | |           |                  | 240             |
| Wohn- und Geschäftshaus | Wohn- und Geschäftshaus                        | Warendorf Emsstraße 15 Karte                            | |           |                  | 241             |
| Wohn- und Geschäftshaus | Wohn- und Geschäftshaus                        | Warendorf Oststraße 54 Hunkemöller Karte                | |           |                  | 242             |
| BW | Wohnhaus                                       | Warendorf Gerichtsfuhlke 5 Karte                        | |           |                  | 243             |
| Wohn- und Geschäftshaus | Wohn- und Geschäftshaus                        | Warendorf Markt 7 Karte                                 | |           |                  | 244             |
| BW | Wohnhaus                                       | Warendorf Markt 3 Karte                                 | |           |                  | 245             |
| ehemaliges Torschreiberhaus | ehemaliges Torschreiberhaus                    | Warendorf Oststraße 59 Karte                            | | 1822      |                  | 246             |
| Wohn- und Geschäftshaus | Wohn- und Geschäftshaus                        | Warendorf Am Mühlenhof 2 Karte                          | |           |                  | 247             |
| BW | Wohn- und Geschäftshaus                        | Warendorf Krickmarkt 5 Karte                            | |           |                  | 248             |
| Wohnhaus | Wohnhaus                                       | Warendorf Molkenstraße 2 Karte                          | |           |                  | 249             |
| BW | Wohnhaus                                       | Warendorf Bülstraße 3 Karte                             | |           |                  | 250             |
| Wohnhaus | Wohnhaus                                       | Warendorf Neuenhof 8 Karte                              | |           |                  | 251             |
| BW | Wohnhaus                                       | Warendorf Bülstraße 6 Karte                             | |           |                  | 252             |
| BW | Wohnhaus                                       | Warendorf Brünebrede 47 Karte                           | |           |                  | 253             |
| BW | Doppelhaus                                     | Warendorf Bülstraße 10–12 Karte                         | |           |                  | 254             |
| Wohn- und Geschäftshaus | Wohn- und Geschäftshaus                        | Warendorf Oststraße 46 Karte                            | |           |                  | 258             |
| Grabdenkmal Fam. Brockhausen | Grabdenkmal Fam. Brockhausen                   | Warendorf Breitestraße Friedhof Feld 1, Nr. 3 Karte     | |           |                  | 259             |
| Grabdenkmal Fam. Zuhorn | Grabdenkmal Fam. Zuhorn                        | Warendorf Breitestraße Friedhof Feld 1, Nr. 4 Karte     | |           |                  | 260             |
| Grabdenkmal Fam. Menge | Grabdenkmal Fam. Menge                         | Warendorf Breitestraße Friedhof Feld 1, Nr. 10 Karte    | |           |                  | 261             |
| Grabdenkmal Niemer/Busch | Grabdenkmal Niemer/Busch                       | Warendorf Breitestraße Friedhof Feld 1, Nr. 38 Karte    | |           |                  | 262             |
| Grabdenkmal Fam. Lüninghaus | Grabdenkmal Fam. Lüninghaus                    | Warendorf Breitestraße Friedhof Feld 1, Nr. 50 Karte    | |           |                  | 263             |
| Grabdenkmal Fam. Schwerbrock | Grabdenkmal Fam. Schwerbrock                   | Warendorf Breitestraße Friedhof Feld 1, Nr. 39 Karte    | |           |                  | 264             |
| Grabdenkmal Fam. Veltmann | Grabdenkmal Fam. Veltmann                      | Warendorf Breitestraße Friedhof Feld 1, Nr. 51 Karte    | |           |                  | 265             |
| Grabdenkmal Fam. Brinkhaus | Grabdenkmal Fam. Brinkhaus                     | Warendorf Breitestraße Friedhof Feld 1, Nr. 89 Karte    | |           |                  | 266             |
| Grabdenkmal Fam.Schwienhorst | Grabdenkmal Fam.Schwienhorst                   | Warendorf Breitestraße Friedhof Feld 1, Nr. 81 Karte    | |           |                  | 267             |
| [[Vorlage:Bilderwunsch/code!/C:51.945695,7.995534!/D:Grabdenkmal Fam. Lepper, Breitestraße Friedhof Feld 1, Nr. 68!/\|BW]]             | Grabdenkmal Fam. Lepper                        | Warendorf Breitestraße Friedhof Feld 1, Nr. 68 Karte    | |           |                  | 268             |
| weitere Bilder | Pumpwerk                                       | Vohren Vohren 24 Karte                                  | |           |                  | 270             |
| BW | Wohnhaus                                       | Warendorf Lange Kesselstraße 15 Karte                   | |           |                  | 272             |
| BW | Wohnhaus (Gadem)                               | Warendorf Zuckertimpen 4 Karte                          | | 1662/63   |                  | 273             |
| Hochkreuz | Hochkreuz                                      | Warendorf Breitestraße Friedhof Karte                   | | 1882      |                  | 274             |
| Wohn- und Geschäftshaus | Wohn- und Geschäftshaus                        | Warendorf Freckenh. Str. 33 u. 33a Karte                | |           |                  | 275             |
| Wohnhaus | Wohnhaus                                       | Warendorf In den Lampen 7 Karte                         | |           |                  | 276             |
| Wohn- und Geschäftshaus | Wohn- und Geschäftshaus                        | Warendorf Markt 9 Karte                                 | |           |                  | 282             |
| BW | Wohnhaus                                       | Warendorf Oststraße 18 Karte                            | |           |                  | 283             |
| Wohnhaus | Wohnhaus                                       | Warendorf Oststraße 47 Karte                            | |           |                  | 284             |
| BW | Wohnhaus                                       | Warendorf Brünebrede 43 Karte                           | |           |                  | 285             |
| BW | Wohnhaus                                       | Warendorf Fleischhauerstraße 7 Karte                    | |           |                  | 286             |
| BW | Wohnhaus                                       | Warendorf Brünebrede 9 Karte                            | |           |                  | 287             |
| Wohnhaus | Wohnhaus                                       | Warendorf Am Mühlenhof 3 Karte                          | |           |                  | 288             |
| BW | Wohnhaus                                       | Warendorf Zuckertimpen 8 Karte                          | |           |                  | 289             |
| Wohnhaus | Wohnhaus                                       | Warendorf Zuckertimpen 10 Karte                         | |           |                  | 290             |
| BW | Wohnhaus                                       | Warendorf Brünebrede 7 Karte                            | |           |                  | 291             |
| Wohnhaus | Wohnhaus                                       | Warendorf In den Lampen 1 Karte                         | |           |                  | 292             |
| BW | Wohnhaus                                       | Warendorf Neuenhof 4 Karte                              | |           |                  | 293             |
| BW | Gartenhäuschen                                 | Warendorf Zuckertimpen 1 Karte                          | |           |                  | 294             |
| Wohnhaus | Wohnhaus                                       | Warendorf Am Mühlenhof 5 Karte                          | |           |                  | 295             |
| Wohnhaus | Wohnhaus                                       | Warendorf Am Mühlenhof 1 Karte                          | |           |                  | 296             |
| BW | Wohnhaus                                       | Warendorf Kletterpohl 7 Karte                           | |           |                  | 297             |
| Wohnhaus | Wohnhaus                                       | Warendorf Kanonenburg 2 Karte                           | |           |                  | 299             |
| BW | Hofanlage                                      | Warendorf Neuwarendorf 9 Karte                          | |           |                  | 300             |
| Wohnhaus | Wohnhaus                                       | Warendorf Emsstraße 20 Karte                            | |           |                  | 301             |
| BW | Gartenhaus                                     | Warendorf Freckenhorster Str. 66 Karte                  | |           |                  | 302             |
| BW | Wohnhaus (Kaplanei)                            | Warendorf Klosterstraße 13 Karte                        | |           |                  | 304             |
| Wohnhaus (Pfarrhaus) | Wohnhaus (Pfarrhaus)                           | Warendorf Klosterstraße 15 Karte                        | |           |                  | 305             |
| BW | Wohnhaus                                       | Warendorf Klosterstraße 12 Karte                        | |           |                  | 306             |
| BW | Wohnhaus                                       | Warendorf Brünebrede 33 Karte                           | |           |                  | 307             |
| BW | Wohnhaus                                       | Warendorf Brünebrede 15 Karte                           | |           |                  | 308             |
| BW | Wohnhaus                                       | Warendorf Brünebrede 3 Karte                            | |           |                  | 310             |
| BW | Wohnhaus                                       | Warendorf Brünebrede 20 Karte                           | |           |                  | 311             |
| Wohnhaus | Wohnhaus                                       | Warendorf Emsstraße 18 Karte                            | |           |                  | 312             |
| Wohnhaus | Wohnhaus                                       | Warendorf Emsstraße 4 Karte                             | |           |                  | 313             |
| BW | Wohnhaus                                       | Warendorf Oststraße 33 Karte                            | |           |                  | 314             |
| Torhäuser Münstertor | Torhäuser Münstertor                           | Warendorf Münsterstraße 27, 34 Karte                    | |           |                  | 315             |
| weitere Bilder | Bürogebäude                                    | Warendorf Emsstraße 2 Karte                             | | 1669/1742 |                  | 316             |
| BW | Wohnhaus                                       | Warendorf Krickmarkt 14 Karte                           | |           |                  | 317             |
| Wohnhaus | Wohnhaus                                       | Warendorf Kirchstraße 18 Karte                          | |           |                  | 318             |
| Wohnhaus | Wohnhaus                                       | Warendorf Kurze Kesselstraße 9 Karte                    | |           |                  | 319             |
| Wohnhaus | Wohnhaus                                       | Warendorf Kurze Kesselstraße 10 Karte                   | |           |                  | 320             |
| Wohnhaus | Wohnhaus                                       | Warendorf Kurze Kesselstraße 12 Karte                   | |           |                  | 321             |
| BW | Wohnhaus                                       | Warendorf Lange Kesselstraße 16 Karte                   | |           |                  | 322             |
| BW | Wohnhaus                                       | Warendorf Lange Kesselstraße 14 Karte                   | |           |                  | 323             |
| BW | Wohnhaus                                       | Warendorf Lange Kesselstraße 23 Karte                   | |           |                  | 324             |
| BW | Doppelbildstock                                | Warendorf Neuwarendorf 73 Karte                         | |           |                  | 325             |
| Bentheimer Turm | Bentheimer Turm                                | Warendorf bei Quabbe 3 Karte                            | |           |                  | 326             |
| Wohnhaus | Wohnhaus                                       | Warendorf Oststraße 32 Karte                            | |           |                  | 327             |
| BW | Wohnhaus                                       | Warendorf Oststraße 22 Karte                            | |           |                  | 328             |
| weitere Bilder | Wohn- und Geschäftshaus                        | Warendorf Oststraße 23 Karte                            | |           |                  | 329             |
| Wohnhaus | Wohnhaus                                       | Warendorf Oststraße 25 Karte                            | |           |                  | 330             |
| Wohnhaus | Wohnhaus                                       | Warendorf Oststraße 28 Karte                            | |           |                  | 331             |
| Wohnhaus | Wohnhaus                                       | Warendorf Pumperie 2 Karte                              | |           |                  | 332             |
| Wohnhaus (Doppelgaden) | Wohnhaus (Doppelgaden)                         | Warendorf Pumperie 4/6 Karte                            | |           |                  | 333             |
| BW | Wohnhaus                                       | Warendorf Oststraße 21 Karte                            | |           |                  | 334             |
| Haustür | Haustür                                        | Warendorf Freckenhorster Str. 1 Karte                   | |           |                  | 335             |
| Wohnhaus | Wohnhaus                                       | Warendorf Oststraße 34 Karte                            | |           |                  | 337             |
| BW | Bildstock                                      | Warendorf Neuwarendorf 7 Karte                          | |           |                  | 338             |
| BW | Wegekreuz                                      | Warendorf Neuwarendorf 13 Karte                         | |           |                  | 339             |
| BW | Wegekreuz                                      | Warendorf Müssingen 33 Karte                            | |           |                  | 340             |
| BW | Heiligenhäuschen                               | Warendorf Dr.-Rau-Allee 82 Karte                        | |           |                  | 343             |
| Kreuzigungsgruppe | Kreuzigungsgruppe                              | Warendorf Ostbezirk 10 Karte                            | |           |                  | 346             |
| BW | Marienstatue                                   | Velsen Velsen 2 Karte                                   | |           |                  | 348             |
| BW | Wegekapelle                                    | Vohren Vohren 57 Karte                                  | |           |                  | 352             |
| BW | Bildstock                                      | Warendorf Neuwarendorf 5 Karte                          | |           |                  | 353             |
| BW | Christusfigur                                  | Warendorf gegenüber Sassenb.Str. 65 Karte               | |           |                  | 357             |
| BW | Wegekreuz                                      | gegenüber Neuwarendorf 45 (an B 64) Karte               | |           |                  | 372             |
| Heiligenhäuschen | Heiligenhäuschen                               | Warendorf Alter Münsterweg Karte                        | |           |                  | 373             |
| BW | Heiligenhäuschen                               | Vohren Vohren 48 Karte                                  | |           |                  | 375             |
| weitere Bilder | Jüdischer Friedhof                             | Warendorf Quabbe Karte                                  | |           |                  | 378             |
| Wohnhaus | Wohnhaus                                       | Warendorf Oststraße 45 Karte                            | |           |                  | 379             |
| BW | Wohn- und Geschäftshaus                        | Warendorf Krickmarkt 15/17 Karte                        | |           |                  | 380             |
| BW | Wohnhaus                                       | Warendorf Gerichtsfuhlke 11 Karte                       | |           |                  | 381             |
| BW | Villengebäude                                  | Warendorf Wallpromenade 9 Karte                         | |           |                  | 382             |
| weitere Bilder | Kath. Pfarrkirche St. Laurentius               | Warendorf Kirchstraße Karte                             | |           |                  | 384             |
| Wohnhaus | Wohnhaus                                       | Warendorf Petersiliengasse 2 Karte                      | |           |                  | 385             |
| BW | Wohnhaus                                       | Warendorf Neuenhof 11 Karte                             | |           |                  | 386             |
| BW | Wohn- und Geschäftshaus                        | Warendorf Krickmarkt 20 Karte                           | |           |                  | 387             |
| BW | Wohnhaus                                       | Warendorf Brünebrede 10 Karte                           | |           |                  | 388             |
| Wohnhaus | Wohnhaus                                       | Warendorf Klosterstraße 18 Karte                        | |           |                  | 389             |
| BW | Wohn- und Pfarrhaus                            | Warendorf Marienkirchplatz 7 Karte                      | |           |                  | 390             |
| BW | Wohnhaus/Kaplanei                              | Warendorf Marienkirchplatz 9 Karte                      | |           |                  | 391             |
| BW | Wohnhaus                                       | Warendorf Klosterstraße 11 Karte                        | |           |                  | 393             |
| BW | Wohn- und Geschäftshaus                        | Warendorf Königstraße 2 Karte                           | |           |                  | 394             |
| BW | Wohn- und Geschäftshaus                        | Warendorf Königstraße 1 Karte                           | |           |                  | 395             |
| BW | Wohnhaus                                       | Warendorf Neuenhof 13 Karte                             | |           |                  | 398             |
| Gartenhäuser | Gartenhäuser                                   | Warendorf Sassenberger Str. 14 Karte                    | |           |                  | 399             |
| Wohnhaus | Wohnhaus                                       | Warendorf Brede 8 Karte                                 | |           |                  | 401             |
| BW | Villengebäude                                  | Warendorf Am Stadtgraben 4 Karte                        | |           |                  | 402             |
| Villengebäude | Villengebäude                                  | Warendorf Münsterstraße 56 Karte                        | |           |                  | 403             |
| Wohnhaus | Wohnhaus                                       | Warendorf Brede 12 Karte                                | |           |                  | 404             |
| Villengebäude | Villengebäude                                  | Warendorf Brede 13 Karte                                | |           |                  | 405             |
| weitere Bilder | Kapelle                                        | Vohren bei Vohren 79 Karte                              | | 1913      |                  | 406             |
| Wohnhaus | Wohnhaus                                       | Warendorf Brede 10 Karte                                | |           |                  | 407             |
| BW | Wohnhaus                                       | Warendorf Klosterstraße 16/16a Karte                    | |           |                  | 408             |
| weitere Bilder | Zigarrenmacherhaus Uchtmann                    | Warendorf Gerichtsfuhlke 1 Karte                        | Doppelgadem | 1616      |                  | 409             |
| Wohnhaus | Wohnhaus                                       | Warendorf Laurentiusstraße 10 Karte                     | |           |                  | 410             |
| Wohnhaus | Wohnhaus                                       | Warendorf Brede 9 Karte                                 | |           |                  | 411             |
| Wohnhaus mit Gartenhäuschen | Wohnhaus mit Gartenhäuschen                    | Warendorf Sassenberger Str. 12 Karte                    | |           |                  | 412             |
| Villa | Villa                                          | Warendorf Milter Straße 17 Karte                        | |           |                  | 413             |
| Forstamt | Forstamt                                       | Warendorf Brede 11 Karte                                | |           |                  | 414             |
| BW | Wohnhaus                                       | Warendorf Neuwarendorf 69 Karte                         | |           |                  | 419             |
| BW | Speicher                                       | Vohren Vohren 23 Karte                                  | |           |                  | 420             |
| Wohnhaus | Wohnhaus                                       | Warendorf Schweinemarkt 2 Karte                         | |           |                  | 421             |
| Wohn- und Geschäftshaus | Wohn- und Geschäftshaus                        | Warendorf Brünebrede 34 Karte                           | |           |                  | 424             |
| BW | Schafstall                                     | Vohren Vohren 13 Karte                                  | |           |                  | 425             |
| BW | DB Eisenbahnbrücke über Mußenbach              | Warendorf Müssingen Karte                               | |           |                  | 427             |
| BW | Bauernhaus                                     | Vohren Vohren 1a Karte                                  | |           |                  | 430             |
| weitere Bilder | Hofanlage (Wohnhaus und Wirtschaftsgebäude)    | Vohren Vohren 1 Karte                                   | |           |                  | 431             |
| BW | Speicher                                       | Warendorf Neuwarendorf 12 Karte                         | |           |                  | 432             |
| BW | Wohnhaus "Alter Schützenhof"                   | Warendorf Freckenhorster Str. 193 Karte                 | |           |                  | 433             |
| Wasserturm | Wasserturm                                     | Warendorf Freckenhorster Str. Karte                     | |           |                  | 437             |
| BW | Speicher                                       | Warendorf Müssingen 30 Karte                            | |           |                  | 447             |
| Geb. Stadtverwaltung | Geb. Stadtverwaltung                           | Warendorf Lange Kesselstraße 4-6 Karte                  | |           |                  | 449             |
| Schulgebäude | Schulgebäude                                   | Warendorf Klosterstraße 9 Karte                         | |           |                  | 450             |
| BW | ehemaliges Sparkassengebäude                   | Warendorf Freckenhorster Str. 25/27 Karte               | |           |                  | 452             |
| BW | Speicher                                       | Velsen Velsen 26 Karte                                  | |           |                  | 455             |
| BW | Speicher                                       | Warendorf Neuwarendorf 11 Karte                         | |           |                  | 456             |
| BW | Speicher                                       | Velsen Velsen 1 Karte                                   | |           |                  | 457             |
| Grabdenkmal Fam. Miele | Grabdenkmal Fam. Miele                         | Warendorf Breitestraße Friedhof Feld 1, Nr. 658 Karte   | |           |                  | 459             |
| Judenfriedhof | Judenfriedhof                                  | Warendorf Hugo Spiegel-Straße Karte                     | |           | 14.09.2001       | 460             |
| Bildstock | Bildstock                                      | Velsen Velsen 4 Karte                                   | | 1886      |                  | 466             |
| BW | ehemalige Synagoge                             | Warendorf Freckenhorster Str. 7 Karte                   | |           |                  | 467             |
| Wohnhaus | Wohnhaus                                       | Warendorf Emsstraße 14 Karte                            | |           |                  | 468             |
| BW | Wohnhaus (Grundstück Oststraße 36)             | Warendorf Brünebrede 12 Karte                           | |           |                  | 471             |
| BW | A -Wohnhaus                                    | Warendorf Oststraße 53 Karte                            | |           |                  | 473             |
| BW | Wohnhaus                                       | Warendorf Wallpromenade 19 Karte                        | |           |                  | 475             |
| BW | Schafscheune                                   | Velsen Velsen 16 Karte                                  | |           |                  | 477             |
| Wohnhaus | Wohnhaus                                       | Warendorf Brede 3 Karte                                 | |           |                  | 478             |
| Wohnhaus | Wohnhaus                                       | Warendorf Brede 6 Karte                                 | |           |                  | 479             |
| BW | Wohnhaus                                       | Warendorf Wallpromenade 15 Karte                        | |           |                  | 480             |
| Wohnhaus (Allerheiligen-Vikarie) | Wohnhaus (Allerheiligen-Vikarie)               | Warendorf Klosterstraße 10 Karte                        | |           |                  | 483             |
| BW | Bauernhaus und Speicher                        | Warendorf Dackmar 1 Karte                               | |           |                  | 484             |
| BW | Wohnhaus                                       | Warendorf Wallpromenade 11 Karte                        | |           |                  | 485             |
| Pfarr- und Schulhaus„Martin-Luther-Haus“                                                                                               | Pfarr- und Schulhaus „Martin-Luther-Haus“      | Warendorf Oststraße 58 Karte                            | |           |                  | 486             |
| Kolpinghaus | Kolpinghaus                                    | Warendorf Kolpingstraße 6 Karte                         | |           |                  | 487             |
| BW | Wirtschaftsgebäude                             | Warendorf Kletterpohl 5 Karte                           | |           |                  | 489             |
| BW | Freibad                                        | Warendorf Breuelweg Karte                               | |           |                  | 490             |
| BW | Bauernhaus                                     | Warendorf Neuwarendorf 2 Karte                          | |           |                  | 491             |
| BW | ehem. Bürogebäude                              | Warendorf Zwischen den Emsbrücken Karte                 | |           | 27.12.2006       | 492             |
| BW | Wohnhaus                                       | Warendorf Düsternstraße 6 Karte                         | |           |                  | 493             |
| weitere Bilder | Zumlohdenkmal                                  | Warendorf Zumlohplatz Karte                             | | 1884      |                  | 497             |
| Gasthaus „Herrlichkeit“ | Gasthaus „Herrlichkeit“                        | Warendorf Ostbezirk 3 Karte                             | |           |                  | 498             |
| BW | Villengebäude mit Einfriedigung                | Warendorf Quabbe 3 Karte                                | |           |                  | 500             |
| Wohnhaus | Wohnhaus                                       | Warendorf Molkenstraße 7 Karte                          | |           |                  | 501             |
| Wohn- und Geschäftshaus | Wohn- und Geschäftshaus                        | Warendorf Kirchstraße 12 Karte                          | |           |                  | 502             |
| BW | Wohnhaus                                       | Warendorf Königstraße 7 Karte                           | |           |                  | 503             |
| BW | Wohnhaus                                       | Warendorf Kolpingstraße 3 Karte                         | |           |                  | 504             |
| BW | Grabstein Joseph Zumloh                        | Warendorf Breite Straße, Friedhof Karte                 | |           | 27.6.2025        | 505             |
| BW | Grabstein Carl Leopold                         | Warendorf Breite Straße, Friedhof Karte                 | |           | 27.6.2025        | 506             |
| BW | Wohngebäude                                    | Warendorf Freckenhorster Straße 57 Karte                | |           |                  | 507             |
| BW | Wohnhaus                                       | Warendorf Wallpromenade 3 Karte                         | |           |                  | 508             |
| BW | Wohn- und Geschäftshaus                        | Warendorf Brünebrede 53 Karte                           | |           |                  | 510             |
| Grabdenkmal, Fam. Dr. Kaloff | Grabdenkmal, Fam. Dr. Kaloff                   | Warendorf Breite Straße, Friedhof Feld 1, Nr. 339 Karte | |           |                  | 511             |
| BW | Wohn- und Geschäftshaus                        | Warendorf Kirchstraße 13 Karte                          | |           |                  | 512             |
| BW | Wohn- und Geschäftshaus                        | Warendorf Lüningerstraße 12 Karte                       | |           |                  | 513             |
| BW | Wohnhaus                                       | Warendorf Lüningerstraße 14 Karte                       | |           |                  | 514             |
| BW | Schulgebäude                                   | Warendorf Kapellenstraße 21 Karte                       | |           |                  | 515             |
| Grabdenkmal Fam. Willebrand | Grabdenkmal Fam. Willebrand                    | Warendorf Breite Straße, Friedhof Feld 1, Nr. 305 Karte | |           |                  | 516             |
| BW | Wohnhaus                                       | Warendorf Brünebrede 44 Karte                           | |           |                  | 517             |
| Doppelwohnhaus | Doppelwohnhaus                                 | Warendorf Sassenberger Straße 27/29 Karte               | |           |                  | 518             |
| BW | Wohngebäude / ehem. Posthof                    | Warendorf Oststraße 14 Karte                            | |           |                  | 519             |
| BW | Wohnhaus                                       | Warendorf Rüenschlüppe 9 Karte                          | |           |                  | 520             |
| BW | Wohnhaus                                       | Warendorf Hardystraße 7 Karte                           | |           |                  | 521             |